# Гродненский повет (II Речь Посполитая)
Гродненский повет (пол. Powiat grodzieński) — административно-территориальная единица Белостокского воеводства Польской Республики. Повет создан в 1919 году на территории бывшего Гродненского уезда Российской империи. Расформирован 15 января 1940 году, на его основе созданы Гродненский, Крынковский, Поречский, Скидельский районы Белостокской области БССР. На данный момент, часть территорий повета принадлежат Литве и Польше.

## Гмины
- Бершты
- Большая Берестовица
- Большие Эйсмонты
- Вертелишки
- Волпа
- Гожа
- Голынка
- Гродно (городская)
- Горница (центр: Коптёвка)
- Гудевичи
- Друскеники (городская)
- Дубно
- Жидомля
- Индура (городская)
- Индура (сельская)
- Каменка (до 1929)
- Крынки (городская)
- Крынки (сельская)
- Лаша (центр: Погораны Квасовка)
- Лунно
- Малая Берестовица
- Марцинканцы
- Мосты
- Поречье
- Озёры
- Скидель (городская)
- Скидель (сельская)